# 莉娅·马诺柳

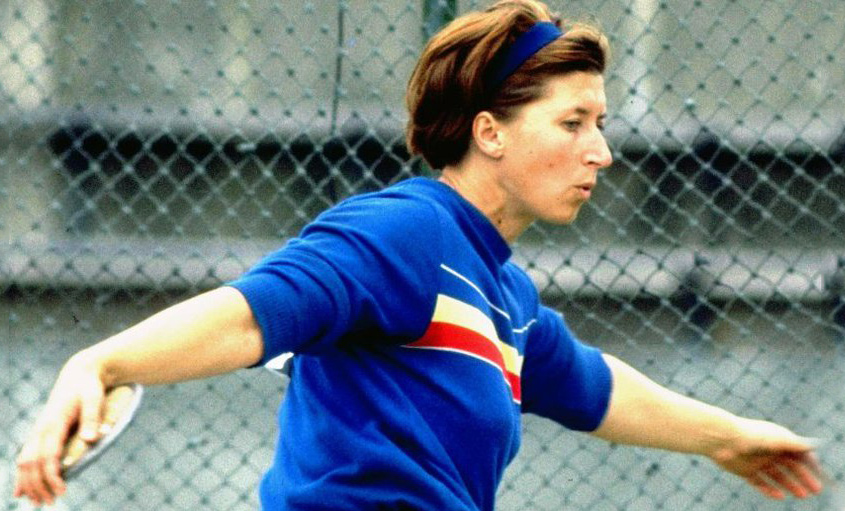
莉娅·马诺柳

莉娅·马诺柳（羅馬尼亞語：Lia Manoliu，1932年4月25日—1998年1月9日），罗马尼亚女子田径运动员。她曾代表罗马尼亚参加1952年、1956年、1960年、1964年、1968年和1972年夏季奥林匹克运动会田径比赛，获得一枚金牌和二枚铜牌。